# Tractus ilio-tibial
Le tractus ilio-tibial (ou bandelette de Maissiat) est la portion antérieure épaissie de l'aponévrose glutéale.

## Description
Le tractus ilio-tibial prend naissance au niveau de la partie antéro-latérale du tubercule iliaque.
Il s’étend vers le bas pour s'insérer au niveau du condyle latéral du tibia sur le tubercule infra-condylaire.
Ente les deux points d'insertion, il recouvre la partie antérieure du muscle moyen glutéal, passe en dehors du grand trochanter pour se confondre en bas avec le fascia lata.
Sur son bord antérieur, s'insère des fibres du muscle tenseur du fascia lata.
Son bord postérieur est dédoublé et des fibres superficielles du muscle grand glutéal s'y insèrent.
Dans la littérature, l'ensemble de ces deux derniers muscle et du tractus ilio-tibial est nommé deltoïde fessier de Farabeuf.

## Anatomie fonctionnelle
Le tractus ilio-tibial stabilise le genou aussi bien en extension qu'en flexion partielle, et est utilisé en permanence pendant la marche et la course. Lorsqu'une personne se penche en avant avec un genou légèrement fléchi, le tractus constitue le principal support du genou contre la gravité.
Le tractus ilio-tibial est d'une importance cruciale en cas de position asymétrique (affaissement du bassin). La traction vers le haut sur l'attache inférieure du tractus repousse le genou en hyper-extension, bloquant ainsi le genou et transformant le membre en un pilier de soutien rigide.

## Aspect clinique
La pratique sportive (course à pied, cyclisme, randonnée, ...) peut entrainer une tendinite impliquant le tractus ilio-tibial provocant un syndrome de la bandelette ilio-tibiale.